# Myzostoma stochoeides
Myzostoma stochoeides is een ringworm uit de familie Myzostomatidae.
Myzostoma stochoeides werd in 1927 voor het eerst wetenschappelijk beschreven door Atkins.